# Mulugu (Distrikt)
Der Distrikt Mulugu (Telugu ములుగు జిల్లా) ist ein Verwaltungsdistrikt im südindischen Bundesstaat Telangana. Verwaltungssitz ist die namensgebende Stadt Mulugu.

## Geographie und Klima

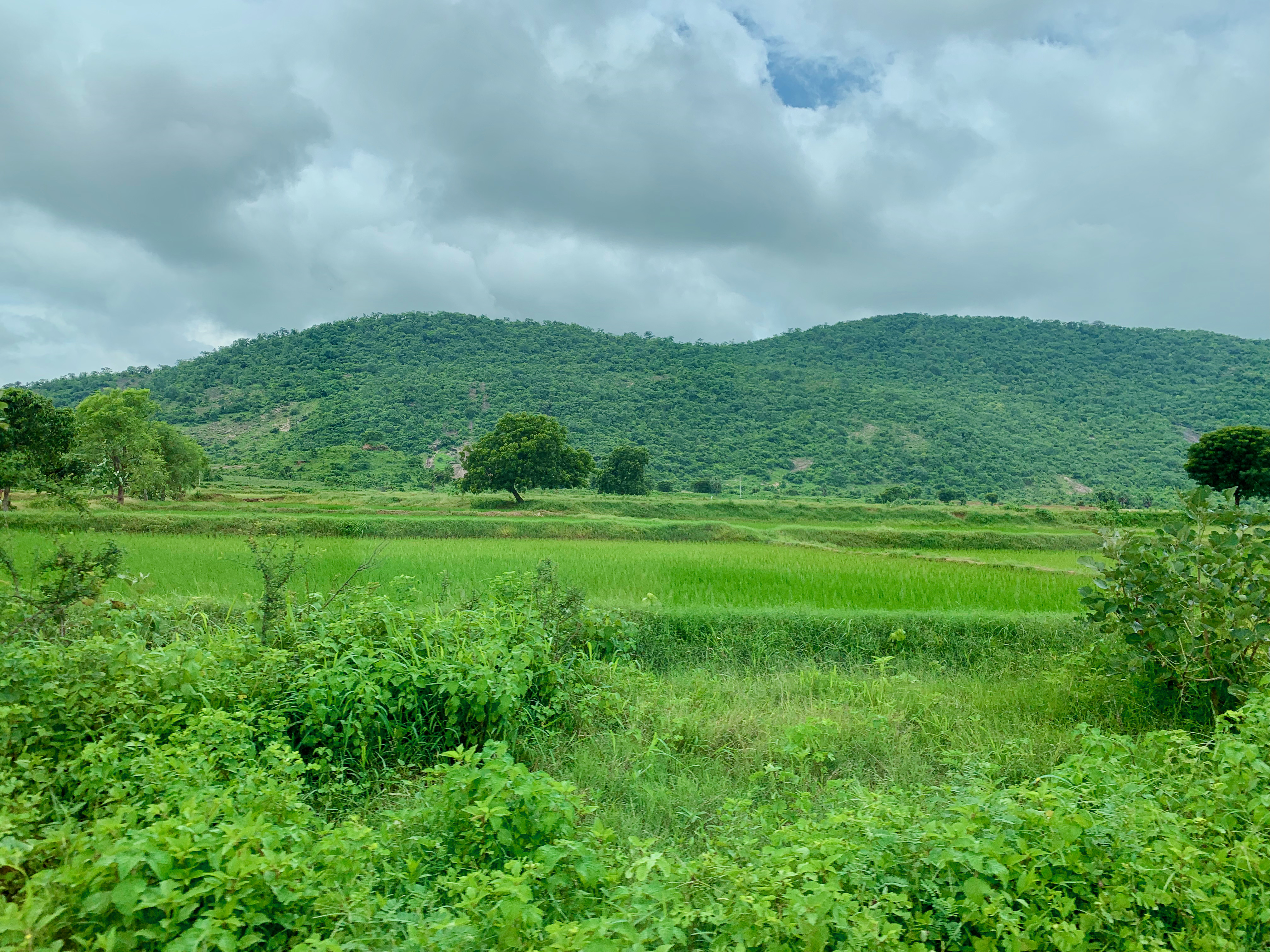
Landschaft nahe dem Ort Palampet

Der Distrikt liegt im Osten Telanganas in der Hochebene des Dekkan an der Grenze zum benachbarten Bundesstaat Chhattisgarh. Die Distriktfläche beträgt 4126,83 km². Im Osten des Distrikts fließt der Godavari in südöstliche Richtung. Die angrenzenden Distrikte in Telangana sind Jayashankar Bhupalpally im Nordwesten, Warangal im Südwesten, sowie Mahabubabad und Bhadradri Kothagudem im Süden. Im Osten grenzt Mulugu an den Distrikt Bijapur von Chhattisgarh.
Im Jahr 2019 war der Distrikt administrativ in neun Mandals eingeteilt: Mulugu, Venkatapur, Govindaraopet, Tadvai, Eturnagaram, Mangapet, Kannaigudem, Venkatapuram und Wazeedu.
Der durchschnittliche Jahresniederschlag liegt bei 1293 mm, mit erheblichen Variationen zwischen den Jahren. Der größte Teil des Regens fällt während der Monsunzeit. Die in den Jahren 2013 bis 2021 registrierten Maximaltemperaturen waren 5,7 °C (am 1. November 2015) und 48,5 °C (am 22. Mai 2015).

## Geschichte
Die Region von Mulugu gehörte seit 1726 zum Staat Hyderabad, der sich vom Mogulreich abgespalten hatte. Hyderabad geriet ab dem Ende des 18. Jahrhunderts in ein dauerhaftes Abhängigkeitsverhältnis zur Britischen Ostindien-Kompanie und wurde danach Teil Britisch-Indiens. 1948 kam Hyderabad zum unabhängig gewordenen Indien. Im States Reorganisation Act 1956 wurde der Staat aufgelöst und die Region Telangana kam zum Bundesstaat Andhra Pradesh. 2014 wurde Telangana ein eigener Bundesstaat. Im Jahr 2016 erfolgte eine neue Distrikteinteilung in 31 anstelle der bisherigen 10 Distrikte. Dabei wurde aus Teilen des alten Distrikts Warangal der neue Distrikt Jayashankar Bhupalpally gebildet. Am 17. Februar 2019 wurde aus Teilen Jayashankar Bhupalpallys der Distrikt Mulugu neu gebildet.
In neuerer Zeit gehörte der Distrikt zum sogenannten „Roten Korridor“, d. h. den Distrikten, in denen maoistische Terroristen (Naxaliten) aktiv waren.
Durch die Bekämpfung seitens der Sicherheitskräfte haben die Aktivitäten der Naxaliten stark abgenommen.

## Demografie
Bei der Volkszählung 2011 hatte der spätere Distrikt (in den Grenzen ab 2019) 257.744 Einwohner. Die Bevölkerungsdichte lag mit 71 Einwohnern pro km² deutlich unter dem Durchschnitt Telanganas (312 Einwohner/km²). Mulugu war damit der am dünnsten besiedelte Distrikt Telanganas. Das Geschlechterverhältnis wies mit 146.205 Männern auf 148.466 Frauen einen leichten Frauenüberschuss auf. Die Alphabetisierungsrate betrug 62,3 % (Männer 71,9 %, Frauen 52,8 %) und lag damit unter dem Durchschnitt des Bundesstaats (66,54 %) bzw. dem gesamtindische Durchschnitt (74,04 %). 294.671 Einwohner lebten in ländlichen und 11.493 in städtischen Siedlungen. Der Urbanisierungsgrad war mit 3,9 % damit ebenfalls der niedrigste Telanganas (Durchschnitt 38,88 %). 46.473 Personen (15,8 % der Bevölkerung) gehörten zu den Scheduled Castes und 86.352 (29,3 %) zu den Scheduled Tribes. Unter der Stammesbevölkerung ist die Sprache Lamani (Banjara) verbreitet.

## Wirtschaft
Der Distrikt ist stark landwirtschaftlich geprägt. Hauptsächlich werden Reis, Baumwolle, Mais, Straucherbsen (red gram) und Mangos angebaut.

## Besonderheiten

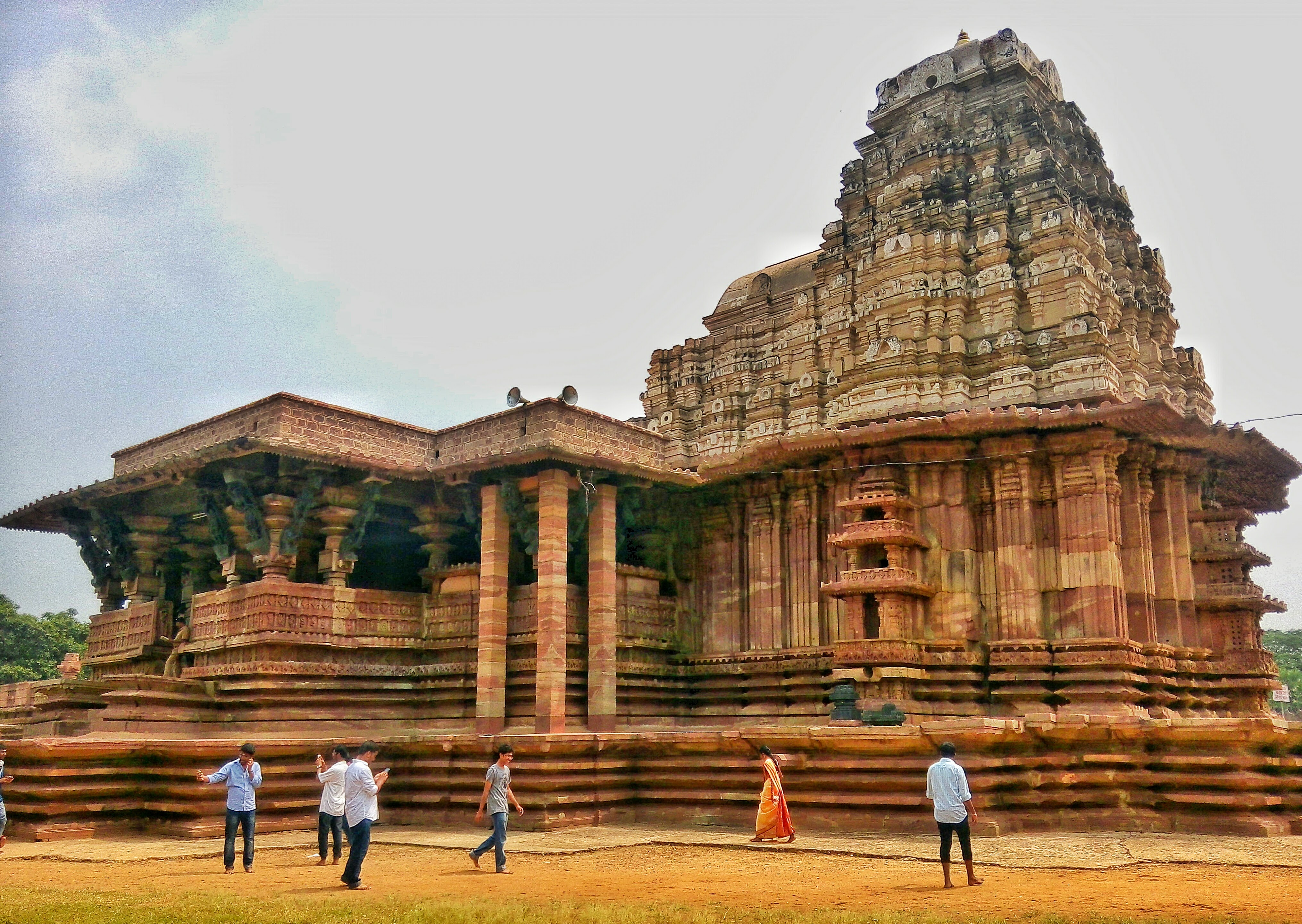
Ramappa-Tempel

Die kulturhistorisch bedeutendste Sehenswürdigkeit ist der aus dem 13. Jahrhundert stammende Ramappa-Tempel, der 2021 in das UNESCO-Welterbe aufgenommen wurde.
Alle zwei Jahre findet Anfang Februar im Dorf Medaram die Sammakka Saralamma Jatara oder Medaram Jatara statt, ein religiöses Fest zu Ehren der Hindu-Göttinnen Sammakka und Sarakka, die vor allem von den Adivasi verehrt werden. Das Fest, das ursprünglich ein Fest des Koya-Stammes gewesen war, zieht mittlerweile mehr als eine Million Pilger an und gilt als südindisches Pendant zur nordindischem Kumbh Mela.
Nahe dem Dorf Bhupathipur, etwa 40 Kilometer vom Godavari entfernt, wurde eine 4,5 km² große, ungefähr 150 bis 165 Millionen Jahre alte Fossilienlagerstätte identifiziert.
Aufgrund der dünnen Besiedlung verfügt der Distrikt über größere Naturareale. Das am Godavari gelegene, 803 km² große Eturnagaram-Naturschutzgebiet wurde schon 1952 eingerichtet. Gelegentlich werden im Distrikt Tiger beobachtet.